# 시베루트마카크
시베루트마카크 (Macaca siberu)는 긴꼬리원숭이과에 속하는 마카크의 일종이다. 멸종 취약종으로 인도네시아 시베루트 섬의 고유종이다. 이전에는 파가이섬마카크(전체적으로 엷은 색조의)와 같은 종으로 간주되었으나 현재는 다계통군인 것으로 밝혀졌다. 둘 다 이전에는 남부돼지꼬리마카크(M. nemestrina)의 아종으로 간주되었다.